# Vidas privadas
Vidas privadas è un film del 2001 diretto da Fito Páez.
La pellicola, primo lungometraggio del regista Páez, narra le difficoltà emotive di una donna che non ha superato i traumi subiti durante la dittatura argentina degli anni '70, passata alla storia come Guerra sporca.

## Trama
Carmen Uranga è una donna argentina di mezza età che dopo aver vissuto molti anni a Madrid fa ritorno a Buenos Aires per assistere il padre malato. Sua sorella Ana è un avvocato incaricato di gestire l'eredità familiare. Una volta a casa, la donna rivive il trauma di quando fu incarcerata a causa delle sue idee politiche. Durante i dieci mesi di prigione fu stuprata e costretta a dare alla luce un bambino che in seguito venne dato in adozione. Incapace da allora di avere una relazione con un uomo, Carmen sperimenta un metodo molto particolare per appagare i suoi impulsi sessuali. Ogni notte, paga un ragazzo di nome Gustavo per ascoltare la sua voce mentre legge romanzi erotici, all'unica condizione che nessuno dei due possa vedere l'altro. Ma quando Gustavo si innamora di lei e Carmen cede alle sue attenzioni, entrambe le loro vite vengono stravolte.

## Distribuzione
Il film fa il suo esordio nelle sale spagnole il 2 novembre 2001. In Messico e Argentina viene distribuito nella primavera del 2002. Il 5 giugno 2003 esce in DVD in lingua spagnola e inglese con incluso un finale alternativo meno tragico.